# Marianne Gründer
Marianne Gründer geb. Köhler (* 3. April 1907 in Posen; † 1. März 1972) war eine deutsche Politikerin (SPD) und  Abgeordnete des Hessischen Landtags.

## Leben
Marianne Gründer machte nach der Volksschule eine kaufmännische Berufsausbildung und arbeitete später als Fotolaborantin.
Marianne Gründer war seit 1927 Mitglied der SPD. Als Stadtverordnete in Kassel war sie vom 5. Mai 1952 bis 1. März 1972 kommunalpolitisch tätig.
Am 12. Oktober 1960 rückte sie für den Abgeordneten Dr. Tassilo Tröscher erstmals in den Hessischen Landtag nach und behielt das Mandat bis zum Ende der Wahlperiode am 30. November 1962. Auch in der folgenden Wahlperiode gelangte sie als Nachrücker ins Parlament. Sie folgte Edwin Zerbe am 6. Dezember 1965 nach. In der nächsten Wahlperiode gelangte sie erstmals direkt ins Parlament und schied am 30. November 1970 endgültig aus.
Marianne Gründer war seit 1948 in verschiedenen Verbrauchergremien und in der Konsumgenossenschaft aktiv tätig. Sie war nebenamtliches Vorstandsmitglied in Kassel, 1950 Bundesvorsitzende der Frauengilde im Zentralverband deutscher Konsumgenossenschaften (ZdK) und im Genossenschaftsbeirat im ZdK Hamburg.